# 社会主義労働者党 (日本)
社会主義労働者党（しゃかいしゅぎろうどうしゃとう）は、ブント系の日本の新左翼党派の一つ。革命的議会主義の立場から、1980年と1990年の衆議院議員選挙と、1986年と1989年の参議院議員選挙に候補を立てているが、議席獲得には至っていない。機関紙『海つばめ』（旧名『変革』・『労働者新聞』）、機関誌『プロメテウス』（旧名『科学的共産主義』）。委員長は、林紘義。略称は「社労党」。

## 結成の過程
共産主義者同盟が60年安保闘争に敗北した後、東京や長野を中心として「共産主義の旗派」が、研究団体として全国社会科学研究会（全国社研）を結成する。機関紙『火花』。
1972年にマルクス主義労働者同盟（マル労同）に改組し、労働者の組織化に取り組む傍ら、1984年には社会主義労働者党を発足させ、日本社会党や日本共産党、他の新左翼に代わる前衛党の建設に着手する。選挙にも何度か出馬したが、地方議員を含め、1度も議席を取ることは出来なかった。選挙では日本共産党と共に日本労働党などへも「毛沢東盲従集団には何としても負けられない」と対抗意識を燃やしていたが、新左翼系候補としては下位に甘んじる事が多かった。
原発問題では、小市民的な「反原発運動」とは一線を画し、その「安全」を脅かしているのは資本の支配にこそあるとし、農産物自由化問題では、小農生産を擁護する「保護主義」を厳しく批判するなど、政策面でも労働者党派としての独自性を貫いた。成田空港建設反対闘争についても、農民や新左翼諸党派を「小ブルジョア」と非難し、敵視した。1993年からの米不足の際には、「東南アジアの貧困国から大量に買い付けることは、アジアの貧困脱却につながる」と、大量輸入を主張。また、政府の「輸入米ブレンド」を非難し、輸入米を安い価格で売ることを要求した。この事から、「原発や土建・ハコ物行政、貿易自由化などの推進を訴える左派」として注目された。
2002年11月3日、同党は「党の実態を欠き、党としての闘いを構築できない状態」であるとして、党を解散。新たにマルクス主義同志会を結成した。
インターネット進出は左翼党派の中では極めて早く、共産党より早くホームページを開設。まぐまぐでメールマガジンも出していた。分派の「ワーカーズ・ネットワーク」のインターネット進出も早かった。

## 政策
4時間労働制
89年の参議院選挙で掲げられたスローガンで、大きな注目を浴びた。生産手段を公有化し、収益の全てを労働者の取り分にし、すべての寄生階級を一掃し、「働かざる者食うべからず」の原則を貫徹すれば、労働時間は8時間の半分で済むと主張した。
革新政党にかわる真の労働者政党を
戦後自民党と対決してきた革新政党であったが、本当の労働者政党ということはできない。日本社会党は「平和と民主主義」を掲げたが、その実態は“自社なれ合い政治”であり、社会主義の目的を民主主義の全面的な実現にあると矮小化する社会改良主義の政党であった。スターリン主義政党・日本共産党は宮本・不破体制のもとでソフト路線を演出したが、「自由と民主主義の宣言」や「社会主義を目指さない」路線にみられるごとく、支持層の拡大を目指して小ブルジョアの利益を代表しようとする俗流的な改良主義の政党と堕している。毛沢東主義の日本労働党も労働者政党とはいえない。民主主義は手段、目的は社会主義であり、社会主義を目指す真の労働者の階級政党を作り上げていかなければならないと訴えた。
国家資本主義論
社労党がソ連圏を評価する際の独自の立場。社共がソ連を「社会主義」「労働者国家」と評価していた時代から、あるいは新左翼が「堕落した労働者国家」（レフ・トロツキー）と評価していた時代から、ソ連や中国は特殊な国営の資本主義＝国家資本主義であり、批判の対象としていた。そこでの労働者の地位は日本などの自由資本主義の労働者の地位と同じであると喝破し、ソ連・東欧の内的崩壊を予知していた。ヨシフ・スターリンや毛沢東などの登場は批判の対象ではなく、「社会進歩の歴史的必然」と評価していた。
女性解放論
資本主義社会で、最も不利益を被っているのは、女性である。資本主義は、男女平等を謳うが、性による差別は依然として続いている。雇用機会均等法などが出来たが、女性差別は解決していない。階級社会である資本主義の打倒と女性解放運動を結びつけ闘い、男女同権を勝ち取る必要があると主張する。